# Имери Елия
Имери Елия (на гръцки: Ήμερη Ελιά) е селище в Северна Гърция, на полуостров Ситония. Селото е част от дем Ситония на област Централна Македония и според преброяването от 2001 година има 34 жители. Разположено е в югоизточния край на полуострова, над курорта Порто Карас.